# Gierschke-Dornburg-Preis
Der Gierschke-Dornburg-Preis ist die eine Auszeichnung der Landsmannschaft Ostpreußen.

## Bedeutung
Der Preis wird „für wissenschaftliche Leistungen, die dazu beitragen, daß die gewaltigen 1000-jährigen Leistungen und Leiden der Deutschen im Osten Europas in der Geschichtswissenschaft nicht vergessen und aus dem historischen Zusammenwirken der Staaten und Völker in Osteuropa immer wieder Lehren für die Zukunft gezogen werden“ verliehen. Preisgeber ist die Dr. Herbert und Marga Gierschke-Stiftung mit Sitz in Erfurt. Er wird im Normalfall alle drei Jahre auf dem Deutschlandtreffen der Landsmannschaft Ostpreußen verliehen.
Der Stifter hat den Namen des Ortes Dornburg mit in den Namen des Preises aufgenommen, da er familiäre Bindungen dahin hat.
Die erstmalige Verleihung des Preises erfolgte 2004.

## Preisträger
2004
Mario Glauert, für die Dissertation Das Domkapitel von Pomesanien (1284–1527)
Axel Walter, für die Forschungen zur Rekonstruktion der Königsberger Bibliotheken
2008
Caroline von Keudell, für eine Arbeit über die deutschbaltische Dichterin Gertrud von den Brincken
Grischa Vercamer, für die Dissertation Siedlungs-, Verwaltungs- und Sozialgeschichte der Komturei Königsberg im Deutschordensland Preußen (13.–16. Jahrhundert)
2010
Wulf D. Wagner, für die Verdienste zur Erforschung der ostpreußischen Baugeschichte (u. a. Das Königsberger Schloss. Eine Bau- und Kulturgeschichte)
2011
Rikako Shindo, für die an der Humboldt-Universität zu Berlin im Jahr 2008 eingereichte Dissertation Ostpreußen, Litauen und die Sowjetunion in der Zeit der Weimarer Republik. Wirtschaft und Politik im deutschen Osten
2014
Christian Tilitzki, für seine Veröffentlichung Die Albertus-Universität Königsberg. Ihre Geschichte von der Reichsgründung bis zum Untergang der Provinz Ostpreußen, Bd. 1: 1871–1918
2017
Sebastian Kubon, für seine Dissertation Die Außenpolitik des Deutschen Ordens unter Hochmeister Konrad von Jungingen (1393–1407)
2021
Margund Hinz, für ihre Dissertation Das höhere Schulwesen der Stadt Königsberg in Preußen 1800 bis 1915